# Majken Hessner Thiam
Anne Majken Hessner Thiam, född 9 maj 1949, är en dansk-senegalesisk före detta socialdemokratisk politiker och hustru till Habib Thiam, Senegals premiärminister 1981–1983 och 1991–1998.
Majken Hessner blev invald i Folketinget för Socialdemokratiet 1979. Hon träffade Habib Thiam på en internationell konferens i Oslo 1980 och lämnade året därpå man och barn samt sin plats i Folketinget, konverterade till islam och gifte sig med Thiam. Hon presenterades för landets president, kalifen Abdou Diouf, som adopterade henne. Hon har varit styrelseledamot i Mærsk Line.